# Snowboard nos Jogos Olímpicos de Inverno de 2022 - Slopestyle feminino
A competição do slopestyle feminino do snowboard nos Jogos Olímpicos de Inverno de 2022 ocorreu nos dias 5 e 6 de fevereiro no Parque de Neve Genting, em Zhangjiakou.
Zoi Sadowski-Synnott ganhou a medalha de ouro, tornando-se a primeira pessoa da Nova Zelândia a se tornar campeã olímpica de inverno.

## Medalhistas
| Ouro   | NZL Zoi Sadowski-Synnott |
| Prata  | USA Julia Marino         |
| Bronze | NZL Tess Coady           |

## Resultados
| Pos.              | Bib | Ordem | Atleta               | País               | Descida 1 | Descida 2 | Descida 3 | Melhor |
| ----------------- | --- | ----- | -------------------- | ------------------ | --------- | --------- | --------- | ------ |
| Medalha de ouro   | 1   | 12    | Zoi Sadowski-Synnott | NZL Nova Zelândia  | 84.51     | 28.15     | 92.88     | 92.88  |
| Medalha de prata  | 9   | 7     | Julia Marino         | USA Estados Unidos | 30.61     | 87.68     | 60.35     | 87.68  |
| Medalha de bronze | 5   | 5     | Tess Coady           | AUS Austrália      | 82.68     | 55.98     | 84.15     | 84.15  |
| 4                 | 8   | 6     | Laurie Blouin        | CAN Canadá         | 77.96     | 46.70     | 81.41     | 81.41  |
| 5                 | 7   | 2     | Reira Iwabuchi       | JPN Japão          | 75.60     | 80.03     | 46.15     | 80.03  |
| 6                 | 4   | 9     | Anna Gasser          | AUT Áustria        | 35.01     | 43.58     | 75.33     | 75.33  |
| 7                 | 3   | 10    | Enni Rukajärvi       | FIN Finlândia      | 30.51     | 71.45     | 23.43     | 71.45  |
| 8                 | 11  | 3     | Annika Morgan        | GER Alemanha       | 64.13     | 31.01     | 28.76     | 64.13  |
| 9                 | 2   | 8     | Jamie Anderson       | USA Estados Unidos | 22.98     | 60.78     | 36.88     | 60.78  |
| 10                | 6   | 11    | Kokomo Murase        | JPN Japão          | 48.50     | 49.05     | 48.00     | 49.05  |
| 11                | 12  | 4     | Hailey Langland      | USA Estados Unidos | 32.05     | 48.35     | 29.93     | 48.35  |
| 12                | 19  | 1     | Ariane Burri         | SUI Suíça          | 21.40     | 24.01     | 18.86     | 24.01  |

Legenda
| Recorde mundial      | Recorde mundial (World record)               |                       | Recorde africano                      | Recorde africano (African) |                                           | Q | Classificado por posição (Qualified) |
| Recorde olímpico     | Recorde olímpico (Olympic record)            | Recorde da América    | Recorde da América (Americas)         | q                          | Classificado por melhor tempo (Qualified) |   |                                      |
| Melhor marca do ano  | Melhor marca do ano (World leading)          | Recorde asiático      | Recorde asiático (Asian)              | DNS                        | Não largou (Did not start)                |   |                                      |
| Recorde nacional     | Recorde nacional (National record)           | Recorde europeu       | Recorde europeu (European)            | DNF                        | Não terminou (Did not finish)             |   |                                      |
| Recorde pessoal      | Recorde pessoal do atleta (Personal best)    | Recorde da Oceania    | Recorde da Oceania (Oceania)          | DSQ / DQ                   | Desclassificado (Disqualified)            |   |                                      |
| Recorde da temporada | Recorde da temporada do atleta (Season best) | Recorde sul-americano | Recorde sul-americano (South America) | NM                         | Sem marca (No mark)                       |   |                                      |